# Callixalus pictus
A Callixalus pictus  a kétéltűek (Amphibia) osztályába, a békák (Anura) rendjébe, valamint mászóbékafélék (Hyperoliidae) családjába és a Callixalus nembe tartozó egyetlen faj.

## Előfordulása
A Kongói Demokratikus Köztársaság és Ruanda területén honos. Ugandai jelenléte bizonytalan.  A természetes élőhelye a szubtrópusi vagy trópusi nedves hegyvidékeken van.

## Megjelenése
A hím testhossza 37  milliméter, nötény 43 milliméteres.

## Külső hivatkozás
- Képek az interneten a nembe tartozó fajokról